# آماتوکو
آماتوکو یکی از جزیره‌های آب‌سنگ فونافوتی در کشور تووالو در اقیانوسیه است.
درازای این جزیره ۱ کیلومتر و پهنای آن ۲۰۰ متر است. بیشینهٔ جمعیت آن ۶۵ نفر است.
بنیاد آموزش دریایی تووالو در این جزیره قرار گرفته‌است.